# Glyphis
De haaien uit het geslacht Glyphis worden ook wel rivierhaaien genoemd. Er zijn (in 2022) vijf soorten. Deze haaien leven in zowel zoet, als brak en zout water van brede rivieren en riviermondingen.

## Beschrijving
Deze haaien zijn tussen de één en drie meter lang en meestal  grijsbruin gekleurd. Ze lijken erg veel op de requiemhaaien uit het geslacht  Carcharhinus (ook wel grondhaaien genoemd). Vroeger werden ze ook in dit geslacht ingedeeld. Ze hebben ook een aarsvin en twee rugvinnen, waarvan de voorkant is groter dan de achterkant en vijf kieuwspleten, ronde ogen, een knipvlies en mesvormige tanden. Het verschil met de Carcharhinus-soorten is dat de tweede rugvin aanzienlijk hoger is dan die van Carcharhinus-soorten. Verder is de inkeping in de staartvin niet halvemaanvormig zoals bij requiemhaaien.

## Leefgebied
Glyphissoorten zijn goede zwemmers en echte roofvissen die zich waarschijnlijk vooral voeden met vissen; maar over het foerageergedrag is weinig bekend. Meldingen waaruit blijkt dat deze haaien ook mensen aanvallen of lijken aanvreten zijn niet betrouwbaar omdat deze soorten voorkomen in troebel water waarin ook de beruchte stierhaai vaak aanwezig is. Er zijn aanwijzingen dat de Gangeshaai zijn jongen krijgt in zoet water. Alle soorten zijn levendbarend. 

## Verspreiding
De Gangeshaai leeft in de mondingen van grote rivieren van West-Bengalen regio, zoals de Ganges en de Hooghly, en misschien ook in Pakistan (verwarring mogelijk met de stierhaai). De speertandhaai en de pas ontdekte Glyphis garricki komen voor in de kustgebieden en rivieren van en in Borneo (alleen speertandhaai), Noord-Australië en Nieuw-Guinea. Alle soorten staan als bedreigde soorten op de internationale Rode Lijst van de IUCN.

## Taxonomie[2]
- Glyphis fowlerae Compagno, White & Cavanagh, 2010[3]
- Glyphis gangeticus (Müller & Henle, 1839)[4] – Gangeshaai
- Glyphis garricki Compagno, White & Last, 2008[5]
- Glyphis glyphis (Müller & Henle, 1839)[4] – Speertandhaai
- Glyphis siamensis (Steindachner, 1896)[6] – Siamese haai

Carcharhinus · Galeocerdo · Glyphis · Isogomphodon · Lamiopsis · Loxodon · Nasolamia · Negaprion · Prionace · Rhizoprionodon · Scoliodon · Triaenodon